# Karl Knipschild
Karl Knipschild (né le 5 avril 1935 à Westernbödefeld et mort le 17 février 2016) est un homme politique allemand et membre du Landtag de Rhénanie-du-Nord-Westphalie (CDU).

## Biographie
Après avoir étudié à l'école primaire, il termine un apprentissage agricole et travaille comme agriculteur indépendant jusqu'en 1964. Il travaille ensuite pour divers employeurs, plus récemment en tant que conseiller commercial pour BASF AG Ludwigshafen. Il est membre de la CDU depuis 1964. Il est actif dans de nombreux organes du parti.

## Politique
En 1964, Karl Knipschild devient membre du conseil municipal de Bödefeld-Land, dont il est maire de 1969 à 1974. De 1970 à 1974, il est également maire du bureau de Fredeburg. Il est membre du conseil municipal de Schmallenberg de 1975 à 1989.
Du 29 mai 1980 au 31 mai 1995, Knipschild est membre du Landtag de Rhénanie-du-Nord-Westphalie. Il est élu directement dans la 144e circonscription (Haut-Sauerland III - Siegen I) Knipschild est pendant de nombreuses années président de la commission des pétitions du parlement.